# Son (calciatore)
Francisco Javier Hidalgo Gómez, meglio noto come Son (Siviglia, 30 marzo 1994), è un calciatore spagnolo, difensore del Ludogorec.

## Caratteristiche tecniche
È un terzino destro.

## Carriera
Cresciuto nel settore giovanile del Nervión, ha trascorso i primi anni di carriera fra Segunda División B e Segunda División mettendo insieme oltre 190 presenze. Nell'agosto 2020 è stato acquistato dal Levante dove ha debuttato in Primera División giocando l'incontro perso 1-0 contro il Siviglia.
Il 10 luglio 2023 viene acquistato dal Ludogorec.

## Palmarès

### Club

#### Competizioni nazionali
- Campionato bulgaro: 2

Ludogorec: 2023-2024, 2024-2025
- Supercoppa di Bulgaria: 2

Ludogorec: 2023, 2024
- Coppa di Bulgaria: 1

Ludogorec: 2024-2025